# Cotycicuiara venezuelensis
Cotycicuiara venezuelensis là một loài bọ cánh cứng trong họ Cerambycidae.